# Heinz Horning
Pour les articles homonymes, voir Horning.
Heinz Horning, né le 28 septembre 1937 à Gelsenkirchen, est un footballeur international allemand. Il était attaquant.

## Biographie
Heinz Horning commence sa carrière au FC Schalke 04. Il joue ensuite au Rot-Weiss Essen et au FC Cologne. Il termine sa carrière au Daring CB, en Belgique. Au total, Heinz Hornig dispute 197 matchs et marque 37 buts avec le FC Cologne.
Heinz Horning reçoit 7 sélections en équipe d'Allemagne. Il est sélectionné pour la Coupe du monde de football 1966, où il officie comme remplaçant.

## Palmarès
- Finaliste de la Coupe du monde de football 1966 avec l'Allemagne
- Champion d'Allemagne en 1964 avec le FC Cologne
- Vice-champion d'Allemagne en 1963 et 1965 avec le FC Cologne
- Vainqueur de la Coupe d'Allemagne en 1968 avec le FC Cologne
- Finaliste de la Coupe d'Allemagne en 1970 avec le FC Cologne